# ViLTE
ViLTE (anglicky Video over LTE, česky video přes LTE) je konverzační videoslužba (mezi dvěma osobami) využívající jádro sítě IMS (IP Multimedia Subsystem) podobně jako služba VoLTE. Jako médium pro rádiový přístup se používá LTE se specifickými profily pro řízení a VoLTE videoslužbu. Služba ViLTE je popsána v dokumentu GSM Association PRD IR.94.

## Realizace
ViLTE používá stejný protokol řídicí roviny jako VoLTE - Session Initiation Protokol (SIP). Řízení spojení zabezpečuje jádro sítě IMS s příslušným aplikačním serverem. Pro kódování a dekódování videodat slouží kodek H.264, který poskytuje mnohem vyšší kvalitu komunikace než kodek 3G-324M používaný pro videohovory v sítích 3G.
Je velmi důležité, aby ViLTE video spojení byly přiděleny vhodné Quality of Service (QoS) pro odlišení a prioritizaci ViLTE, který je více než jiný video provoz využívající streaming citlivý na zpoždění a kolísání zpoždění paketů při průchodu sítí. Použitý mechanismus se nazývá QoS Class Identifier (QCI). Pro ViLTE přenosy se typicky přiděluje QCI=2 a pro SIP IMS signalizaci QCI=5.

## Zařízení
V únoru 2019 uvádělo GSA, sdružení výrobců mobilních telefonů, 257 zařízení, téměř výhradně telefonů, podporujících technologii ViLTE. Do srpna 2019 se počet zařízení s podporou ViLTE zvýšil na 390.
Telefony s podporou ViLTE dodává většina největších světových výrobců telefonů. Od srpna 2019 nabízí zařízení s podporou ViLTE 46 dodavatelů, mimo jné Askey, BBK Electronics, Blackberry, Casper, Celkon, CENTRiC, Comio, Foxconn, General Mobile, GiONEE, HMD, HTC, Huaquin Telecom Technology, Huawei, Infinix, Infocus, Intex, Itel, Karbonn, Kult, Lanix, Lava, Lenovo, LG, LYF (Reliance Digital), Micromax, Mobiistar, Motorola, Panasonic, Reach, Samsung, Sonim, Sony Mobile, Spice Devices, Swipe Technologies, TCL, Tecno, Vestel, Xiaomi, YU (Micromax), Yulong Computer, Ziox a ZTE. iPhony ViLTE nepodporují.